# Azuga
Azuga is een stadje in het noorden van de Roemeense district Prahova, in de regio Muntenië (Walachije).
Het dorp heeft 5213 inwoners.
Het ligt op 1110 m hoogte in het Bucegi-gebergte (Zie Zevenburgse Alpen of Prahova).
De langste ski-piste van Roemenië, genaamd "Sorica", is gelegen in Azuga.

## Klimaat
Het stadje heeft koele zomers, met maar +15,5°C gemiddeld in de warmste maand van het jaar, juli.
In de koudste maand, januari, is het gemiddeld -3°C.
Het gemiddelde voor het hele jaar is ongeveer +7°C.

## Het Kruis-monument
Op de top van de Caraiman-berg, 2484 m hoog, staat een 40 m hoog kruis van staal, gemaakt tussen 1926-1928, ter ere van de mensen die hebben gevochten, en toen het leven hebben verloren tijdens de Eerste Wereldoorlog. Het kruis werd gemaakt in opdracht van Koning Carol.

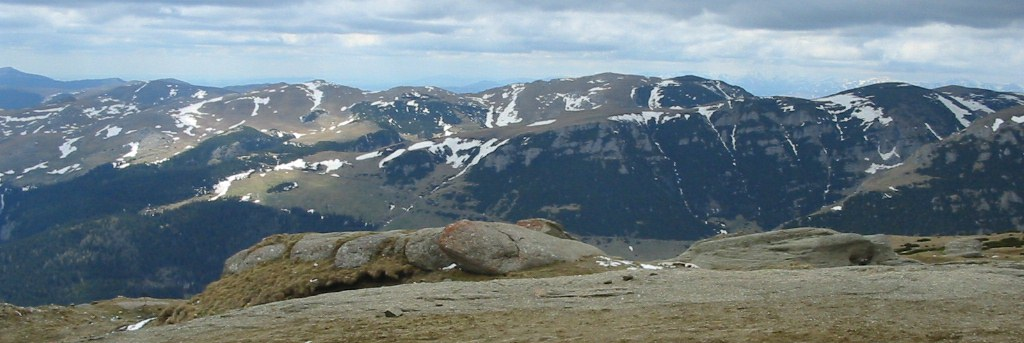
Het Bucegi-gebergte tijdens de lente

## Nabije plaatsen
Plaatsen in de buurt van Azuga:
- Bușteni 4 km
- Predeal 6 km
- Sinaia 12 km
- Brașov 36 km
- Poiana Brașov 38 km
- Ploiești 60 km

De Roemeense hoofdstad:
- Boekarest 147 km